# Garmak
Grmek (italijansko Grimacco, furlansko Grimàc) je slovensko naselje in občina v Videmski pokrajini v italijanski deželi Furlaniji - Julijski krajini, ki se nahaja okoli 85 km severozahodno od Trsta in okoli 33 km severovzhodno od Vidma. Občina, ki se razteza na 16,1 km², je imela 333 prebivalcev po podatkih na dan 31. avgusta 2017. Občinski sedež je v naselju Hlodič.
Občina Grmek meji na naslednje občine: Kobarid (SLO), Dreka, Podutana, Sovodnje in Srednje.

## Etnična sestava prebivalstva
Po popisu prebivalstva iz leta 1971 se je 93,7% prebivalcev v občini Garmak opredelilo, da so Slovenci.

## Naselja v občini
Arbida/Arbida, Dolenje Bardo/Brida Inferiore, Gorenje Bardo/Brida Superiore, Kanalac/Canalaz, Hlodič/Clodig, Hostne/Costne, Vodopivac/Dolina, Mali Grmek/Grimacco Inferiore, Veliki Grmek/Grimacco Superiore, Liesa/Liessa, Lombaj/Lombai, Platac/Plataz, Podlak/Podlach, Zaločilo/Rucchin, Skale/Scale, Seucè/Seuza, Slapovik/Slapovicco, Zverinac/Sverinaz, Topolovo/Topolò, Hiše Fanfani.
Zaselek Skale je eksklava znotraj občine Dreka; analogno ima slednja občina eksklavo (zaselek Malinske) znotraj občine Grmek.

## Zgodovina
Na območju ni jasnih dokazov o stalni naselitvi v prazgodovini. Na tem območju niso bila izvedena nobena arheološka izkopavanja, je le nekaj naključnih najdb.. Med njimi je treba omeniti krilato sekiro iz pozne bronaste dobe, ki so jo našli v vasi Hlodič.
Na gori Svet Martin je bila odkrita leta 1998 shramba devetih železnih orodij pozne antike, ki jih hrani Nacionalni arheološki muzej v Čedadu.
Rimske najdbe so našli tudi pri cerkvici Svetega Matije, natančneje bronasti kip Herkula iz 3./2. stoletja pr. n. št., ter kovanec iz gens Antestia (174 pr. n. št.) in tri kovance iz pozne rimske dobe. V kraju Hostne je bil najden tudi keltski srebrnik iz sredine 1. stoletja pr. n. št.
V 7. stoletju je slovansko prebivalstvo po Avarih vstopilo v Furlanijo ter zasedlo in koloniziralo Nadiške doline. Imeli so več različno uspešnih spopadov z Langobardi, ki so po letu 568 zasedli skoraj celoten italijanski polotok. Pri kraju "Broxu", ki ga nekateri poistovetijo s krajem Brišča, drugi pa s krajem Muost (Svetega Kvirina) ob Nadiži (Ponte San Quirino) ("Broxas dicitur, non longe a Foroiuli .... ad ponte Natisonis fluminis"), se je leta 670, po pripovedovanju zgodovinarja Pavla Diakona v njegovi Historia Langobardorum, zgodila bitka med langobardskim vojvodo Vettarijem in slovanskimi vojaškimi enotami. Spopadi so se končali po sklenitvi pogodbe, ki je določila meje med obema skupnostima in prepustila teritorij hribovitega območja slovanskemu prebivalstvu. Kasneje je bilo območje občine Grmek, v času od Oglejskega patriarhata do padca Beneške republike, del (z okrožjema Grmek in Hostno) Skupnost omizja Miersa, ki je skupaj z ustrezno Skupnost omizja Landar, ki je bila lokalna samoupravna organizacija, ki je neodvisno vodila upravo in pravosodje na območju Beneške Slovenije. 
Skupnost omizja Miersa je zbrala svoje izvoljene predstavnike za prvostopenjske upravne in sodne zadeve prebivalstva dolin Kosce in Arbeča okoli kamnite mize, postavljene pod lipami, ki so rastle v bližini cerkve Svetega Antona Puščavnika v Gorenji Miersi (Merso di Sopra). Dve Skupnosti omizja Landar in Mierse. Obe Skupnosti omizija Landar in Mierso sta skupaj ustanovila Veliki svet, ki se je enkrat letno srečeval ob cerkvi Svetega Kvirina in obravnaval splošne interese vse Beneške Slovenije. Kasneje je prihod Napoleona Bonaparteja in posledično vsiljevanje francoskega upravnega sistema privedlo do odprave vseh oblik lokalne avtonomije in delitve ozemlja na "občine" ter ukinitve 36 takrat obstoječih "sosesk" ali skupnosti omizij. V dolinah Nadiže je bilo ustanovljenih osem občin: Špeter, Podutana, Savodnje, Srednje, Dreka, Grmek, Ruonac in Tarčet. Slednji dve sta se leta 1928 združila v občino Podbonesec. 
Leta 1797 je bila s Campoformijsko mirovno pogodbo Beneška Slovenija dodeljena v upravo Avstriji; pozneje je po Bratislavskem miru za kratek čas prešla pod napoleonsko Kraljevino Italijo. Po letu 1815 se je vrnila v Avstrijo kot sestavni del Lombardije-Benečije. Leta 1848 so se v valu narodnih uporov, ki so pretresli Evropo, v Beneški Sloveniji oblikovale odporniške skupine, ki so poskušale ovirati avstrijsko vojsko. Spominski kamen obeležitve odpora, ki se je zgodil v tistem obdobju, je viden na vrhu gore Sveti Martin. Leta 1866, po tretji italijanski osamosvojitveni vojni, ki ji je sledil Dunajski mir in beneški plebiscit (1866), je Beneško Slovenijo ločil od hapsburških posesti, in prešla je pod savojsko Kraljevino Italijo. Ozemlje občine Grmek se je vrnilo v zgodovino zanimanja z dogodki, povezanimi s prvo svetovno vojno. Pravzaprav so hrbtne obrambne črte, ki jih je zasedla 2. italijanska armada za zaščito furlanske nižine pri določanju bojnih linij, šle čez gorske vrhove na tem območju.
24. oktobra 1917 so območje občine pretresli dogodki bitke čudež pri Kobaridu, ki so povzročili številne izgube in škode na ozemlju Nadiških dolin s strani vojska Avstro-Ogrskega cesarstva.

## Jeziki in narečja
Popis iz leta 1971 je ugotovil, da se je 93,7% prebivalcev občine izjavilo, da pripadajo slovenski jezikovni manjšini.
V občini je poleg italijanskega jezika uradno zaščiten tudi slovenski jezik. V skladu z določbami zakona 38/2011 Pravilnika o varstvu slovenske jezikovne manjšine Dežele Furlanije Julijske krajine, se dvojezični napisi uporabljajo v javnih znakih in toponimiji.

## Galerija fotografij

### Stare turistične razglednice
- Hlodič - nekdanji hotel Primosig
- Hlodič - nekdanji hotel Sdraulig (v gornjem nadstropju)Hlodič - nekdanji hotel Sdraulig (v gornjem nadstropju)
- Trg v HlodičuTrg v Hlodiču
- Hlodič - nekdanji hotel/trgovina PrimosigHlodič - nekdanji hotel/trgovina Primosig